# Astya
Astya is een geslacht van neteldieren uit de familie van de Stylasteridae.

## Soorten
- Astya aspidopora Cairns, 1991
- Astya crassa (Nielsen, 1919) †
- Astya nielseni Wells, 1977 †
- Astya subviridis (Moseley, 1879)